# Tatatila
Tatatila är en kommun i Mexiko.   Den ligger i delstaten Veracruz, i den sydöstra delen av landet, 220 km öster om huvudstaden Mexico City.
Följande samhällen finns i Tatatila:
- La Mancuerna
- Tenexpanoya
- San Antonio de Córdoba
- Pilhuatepec
- Ermita
- Escalona
- La Vaquería
- La Ermita
- La Pahua
- La Palmilla
- La Virgen
- La Concordia
- La Cumbre